# اوانیلسون
فرانسیسکو اوانیلسون د لیما باربوسا (زادهٔ ۶ اکتبر ۱۹۹۹) که به اوانیلسون (انگلیسی: Evanilson) مشهور است، بازیکن فوتبال اهل برزیل است.
از باشگاه‌هایی که در آن بازی کرده است می‌توان به باشگاه فوتبال فلومیننزه و باشگاه فوتبال پورتو اشاره کرد.
اوانیلسون، در تابستان ۲۰۲۴ با مبلغ ۳۱.۷ میلیون پوند از پورتو به بورنموث پیوست.
وی همچنین در تیم ملی فوتبال زیر ۲۳ سال برزیل بازی کرده است.

## فعالیت‌های حرفه‌ای

### باشگاهی
تا تاریخ بازی‌های انجام شده تا تاریخ ۱۶ آوریل ۲۰۲۲
| باشگاه             | فصل                | لیگ                | لیگ  | لیگ | جام ملی | جام ملی | سوپرجام | سوپرجام | Continental | Continental | سایر | سایر | مجموع | مجموع |
| باشگاه             | فصل                | مسابقات            | بازی | گل  | بازی    | گل      | بازی    | گل      | بازی        | گل          | بازی | گل   | بازی  | گل    |
| ------------------ | ------------------ | ------------------ | ---- | --- | ------- | ------- | ------- | ------- | ----------- | ----------- | ---- | ---- | ----- | ----- |
| فلومیننزه          | 2018               | سری آ برزیل        | ۰    | ۰   | ۰       | ۰       | —       | —       | ۰           | ۰           | 1    | ۰    | ۱     | ۰     |
| فلومیننزه          | 2019               | سری آ برزیل        | ۳    | ۲   | ۰       | ۰       | —       | —       | ۰           | ۰           | ۰    | ۰    | ۳     | ۲     |
| فلومیننزه          | 2020               | سری آ برزیل        | ۶    | ۲   | ۴       | ۰       | —       | —       | 2           | ۱           | 10   | ۵    | ۲۲    | ۸     |
| فلومیننزه          | مجموع              | مجموع              | ۹    | ۴   | ۴       | ۰       | —       | —       | ۲           | ۱           | ۱۱   | ۵    | ۲۶    | ۱۰    |
| شامورین (قرضی)     | ۲۰۱۷–۱۸            | لیگ اسلواکی        | ۶    | ۳   | —       | —       | —       | —       | —           | —           | —    | —    | ۶     | ۳     |
| پورتو B            | ۲۰۲۰–۲۱            | سگوندا لیگا        | ۵    | ۶   | —       | —       | —       | —       | —           | —           | —    | —    | ۵     | ۶     |
| پورتو              | ۲۰۲۰–۲۱            | پریمیر لیگا        | ۱۵   | ۳   | ۴       | ۱       | ۰       | ۰       | 5           | ۰           | —    | —    | ۲۴    | ۴     |
| پورتو              | ۲۰۲۱–۲۲            | پریمیر لیگا        | ۲۶   | ۱۳  | ۵       | ۷       | ۱       | ۰       | 8           | ۰           | —    | —    | ۴۰    | ۲۰    |
| پورتو              | مجموع              | مجموع              | ۴۱   | ۱۶  | ۹       | ۸       | ۱       | ۰       | ۱۳          | ۰           | —    | —    | ۶۴    | ۲۴    |
| مجموع دوران حرفه‌ای | مجموع دوران حرفه‌ای | مجموع دوران حرفه‌ای | ۶۱   | ۲۹  | ۱۳      | ۸       | ۱       | ۰       | ۱۵          | ۱           | ۱۱   | ۵    | ۱۰۱   | ۴۳    |